# Matrícula (aeronaves)

Prefijos de matrícula aeronáutica en Europa (pulsa para aumentar).

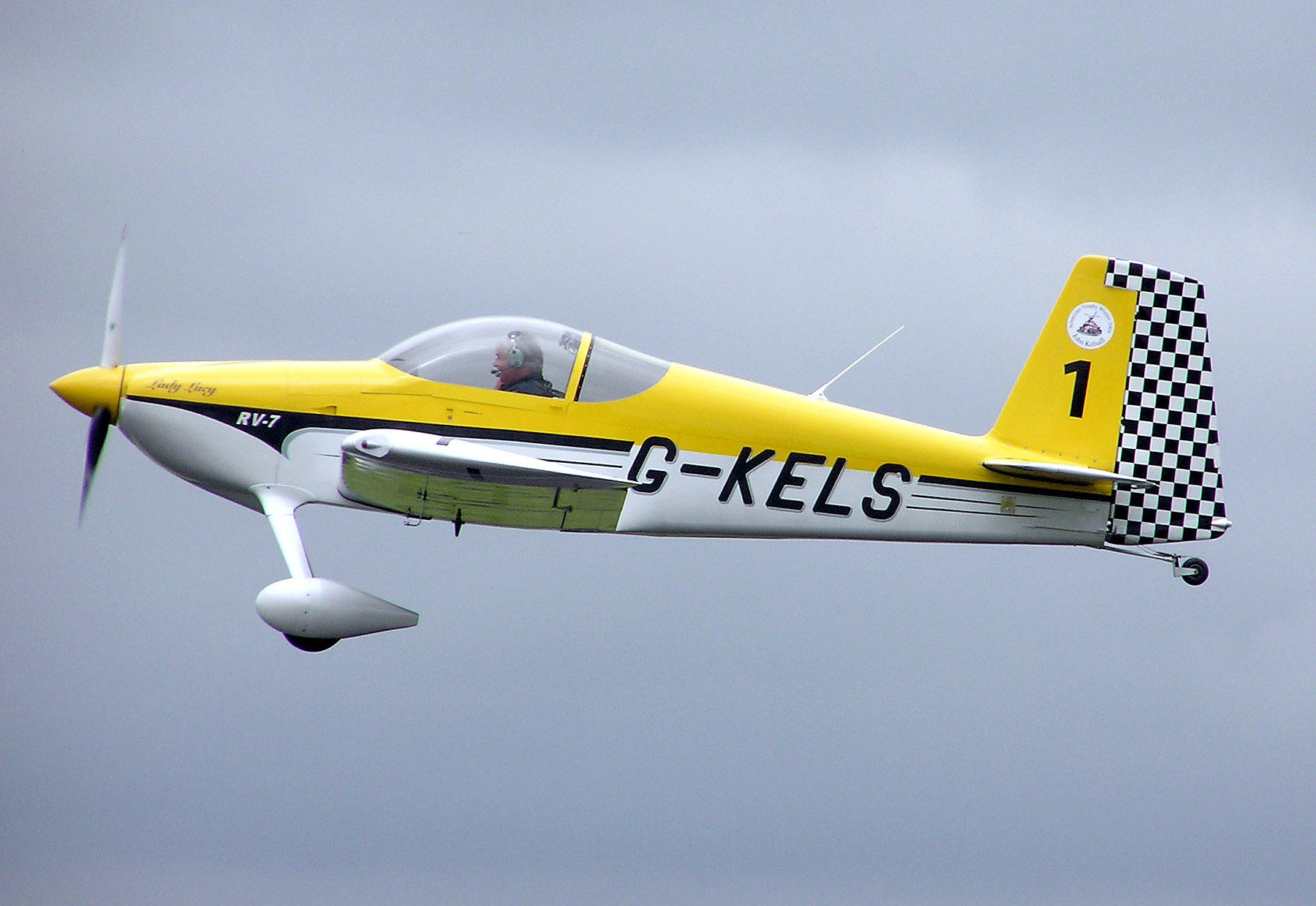
Avión Van's Aircraft RV-7 con matrícula G-KELS. El prefijo «G» indica que está registrado en el Reino Unido.

La identificación de una aeronave consiste en un conjunto de caracteres alfanuméricos conformados por una marca de nacionalidad y una marca de matrícula soportada en un proceso de registro que debe someterse a la autoridad de aviación civil de un país, todo ello en cumplimiento del Convenio sobre Aviación Civil Internacional y el Anexo 7 de la OACI, por lo cual toda aeronave civil debe ostentar tales marcas en lugares visibles y llevar a bordo, junto con otros documentos, un certificado de registro. Además, la norma internacional exige que se adose a la aeronave, también en un lugar visible, una placa de identificación hecha de metal u otro material incombustible (resistente al fuego).
Aunque la matrícula de cada aeronave es única, algunos países, pero no todos, permiten que esa matrícula pueda volver a utilizarse cuando la aeronave se ha vendido, destruido o retirado.
La marca de nacionalidad debe preceder a la de matrícula y se han determinado para cada país miembro de la OACI uno o varios prefijos con base en los distintivos de llamada por radio atribuidos por la Unión Internacional de Telecomunicaciones a cada país de matrícula.
Por su parte, la marca de matrícula consistirá en letras (del alfabeto inglés), números (arábigos) o en una combinación de ambos, y será la asignada por cada país. Si la matrícula consta de letras, su combinación no debe confundirse con las usadas por el Código Internacional de Señales (código Q, señales de socorro y urgencia XXX, SOS, PAN y TTT).
La OACI también considera la existencia de una "marca común", que consiste en la identificación de aquellas aeronaves que no tienen nacionalidad, como las pertenecientes a organismos internacionales (la ONU, por ejemplo), para las cuales será la misma OACI quien determine tal marca.

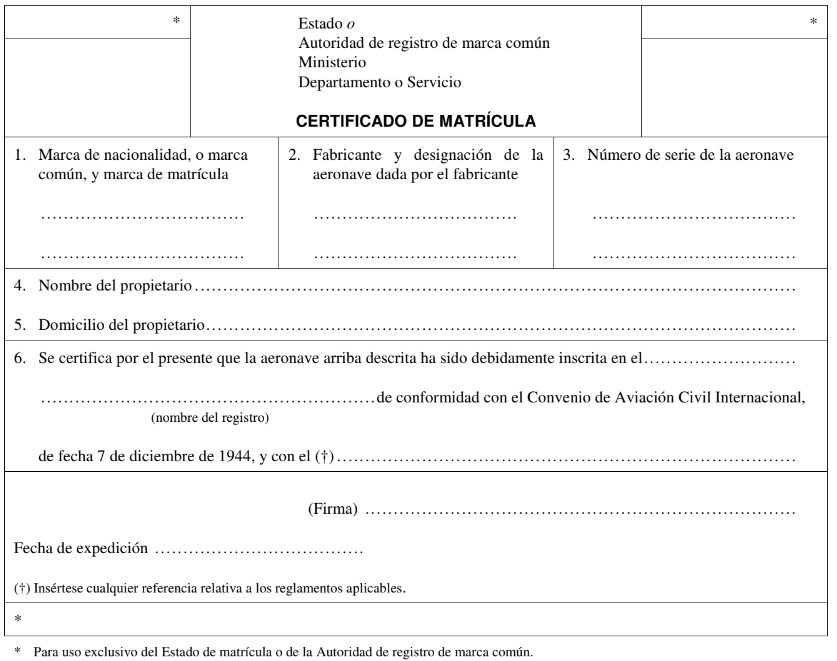
Modelo del certificado de matrícula (imagen tomada del Anexo 7 de OACI).

Toda aeronave civil debe estar matriculada una sola vez, aunque puede cambiarse su país de matrícula sin restricción; en todo caso, el Convenio de Chicago prohíbe la doble matriculación. De otra parte, aunque los acuerdos internacionales no lo indican, las matrículas suelen ser únicas, es decir, si una vez se cancelan (por temas legales, obsolescencia, destrucción o desaparición), no vuelven a emplearse; no obstante, algunos países sí reutilizan sus registros para realizar nuevas matriculaciones.

## Lista de países o regiones y sus respectivos prefijos (marca de nacionalidad) y patrones de matrícula
| País                            | Prefijo                                           | Sufijo (patrón) |
| ------------------------------- | ------------------------------------------------- | --- |
| Afganistán                      | YA                                                | abc |
| Albania                         | ZA                                                | AAA-ZZZ |
| Alemania                        | D-AD-BD-CD-ED-FD-GD-HD-ID-KD-LD-MD-ND-OD-PD-12✠34 | (seguido de 3 letras-aplica siempre) Aeronaves>20 tAeronaves 14 – 20 tAeronaves 5,7 – 14 tAeronaves monomotor < 2 tAeronaves monomotor 2 – 5,7 tAeronaves multimotor < 2 tGiroaviones (p. ej., helicópteros)Aeronaves multimotor 2 – 5,7 tPlaneadores motorizados/Planeadores con motoresDirigibles (p. ej., "Zeppelin")Equipos de deportes aéreos motorizados < 600 kgEquipos de deportes aéreos no motorizadosGlobos tripuladosSistemas aéreos no tripulados (seguido de 4 dígitos) Planeadores no motorizadosmilitar con una ✠ (Cruz de Hierro) entre los dígitos |
| Andorra                         | C3                                                | abc |
| Angola                          | D2                                                | abc |
| Anguila                         | VP-A                                              | ab |
| Antigua y Barbuda               | V2                                                | abc |
| Arabia Saudita                  | HZ                                                | abc, ab1, ab12 o abc1 |
| Argelia                         | 7T                                                | abc |
| Argentina                       | LVLQLV-XLV-SLV-SXARG-                             | abc (uso general)abc (gubernamental)123 (experimentales)123 (Aeronave deportiva liviana)123 (Aeronave deportiva liviana experimental)12 (Aeronaves flota presidencial) |
| Armenia                         | EK                                                | 12345 |
| Aruba                           | P4                                                | abc |
| Australia                       | VH                                                | abc |
| Austria                         | OE                                                | abc1234 (veleros y motoveleros) |
| Azerbaiyán                      | 4K                                                | ab1, ab12 o 12345 |
| Bahamas                         | C6                                                | abc |
| Bangladés                       | S2                                                | abc |
| Barbados                        | 8P                                                | abc |
| Baréin                          | A9C                                               | ab o abc |
| Bélgica                         | OO                                                | abc |
| Belice                          | V3                                                | abc |
| Benín                           | TY                                                | abc |
| Bermudas                        | VP-BVQ-B                                          | ab |
| Bielorrusia                     | EW                                                | 123ab o 12345 |
| Birmania                        | XYXZ                                              | abc |
| Bolivia                         | CPPBFABEBAB                                       | Aviación Civil y ComercialPolicía BolivianaFuerza Aérea BolivianaEjército de BoliviaArmada Boliviana |
| Bosnia y Herzegovina            | T9E7                                              | abc |
| Botsuana                        | A2                                                | abc |
| Brasil                          | PPPRPSPTPU                                        | abcabc (ultraligeros) |
| Brunéi                          | V8                                                | abc, ab1 o 123 |
| Bulgaria                        | LZ                                                | abc |
| Burkina Faso                    | XT                                                | abc |
| Burundi                         | 9U                                                | abc |
| Bután                           | A5                                                | abc |
| Cabo Verde                      | D4                                                | abc |
| Camboya                         | XU                                                | 123 |
| Camerún                         | TJ                                                | abc |
| Canadá                          | CF-C-FC-GC-I                                      | abcabc (ultraligeros) |
| Catar                           | A7                                                | abc |
| Chad                            | TT                                                | abc |
| Chile                           | CC                                                | abc ultralivianos ULM- desde 000 |
| China                           | B                                                 | 1234 |
| República de China              | B                                                 | 12345 |
| Chipre                          | 5B                                                | abc |
| Colombia                        | HK HJPNCEJCARCFAC                                 | 1234 (comercial) y marcas de utilización: -G (general); -X (provisional)123 (aeronaves no convencionales)123 (Policía Nacional - aviación del Estado)123 (Aviación del Ejército - aviación de Estado)123 (Aviación Naval - aviación de Estado)1234 (Fuerza Aérea Colombiana - aviación del Estado) |
| Comoras                         | D6                                                | abc |
| Corea del Norte                 | P                                                 | 123 |
| Corea del Sur                   | HL                                                | 1234 |
| Costa de Marfil                 | TU                                                | abc |
| Costa Rica                      | TIMSP                                             | abc1234 (Ministerio de Seguridad Pública) |
| Croacia                         | 9A                                                | abc |
| Cuba                            | CU-TCU-CCU-ACU-U                                  | 1234 (Transporte)1234 (Cargo) 1234 (Agrícola)1234 (Ultraligeros) |
| Dinamarca                       | OYOY-HOY-XOY-B                                    | abcab (reservado para helicópteros)ab (solo ultraligeros)ab (preferentemente para globos de aire caliente) |
| Dominica                        | J7                                                | abc |
| Ecuador                         | HC HC-UPNAEEANFAECB                               | Aviación General y comercialUltralivianosAviación PolicíaAviación del EjércitoAviación NavalFuerza Aérea Ecuatoriana Cuerpo de Bomberos |
| Egipto                          | SU                                                | abc |
| El Salvador                     | YS                                                | 1234ab |
| EAU                             | A6                                                | abc |
| Eritrea                         | E3                                                | abc |
| Eslovaquia                      | OM                                                | abc |
| Eslovenia                       | S5                                                | abc |
| España                          | EC                                                | EC-AAA hasta EC-WZZ EC-XAA hasta EC-ZZZ (construcción artesanal)EC-AA0 hasta EC-ZZ9 (ultraligeros) EC-001 hasta EC-999 (Prueba y entrega) |
| España                          | 10000                                             | (militares) |
| Estados Unidos                  | N                                                 | 1, 12, 123, 1234, 12345, 1a, 12a, 123a, 1234a, 1ab, 12ab o 123ab |
| Estonia                         | ES                                                | abc |
| Etiopía                         | ET                                                | abc |
| Filipinas                       | RPC                                               | 1234 |
| Finlandia                       | OH                                                | abc |
| Fiyi                            | DQ                                                | abc |
| Francia                         | FF-OGF-OF-OD                                      | abcdab (Antillas francesas)abc (Guayana)ab (Reunión) |
| Gabón                           | TR                                                | abc |
| Gambia                          | C5                                                | abc |
| Georgia                         | 4L                                                | 12345 o abc |
| Ghana                           | 9G                                                | abc |
| Gibraltar                       | VP-G                                              | ab |
| Granada                         | J3                                                | abc |
| Grecia                          | SX                                                | abc |
| Groenlandia                     | OY                                                | abc |
| Guatemala                       | TG                                                | abc |
| Guinea                          | 3X                                                | abc |
| Guinea-Bisáu                    | J5                                                | abc |
| Guinea Ecuatorial               | 3C                                                | abc |
| Guyana                          | 8R                                                | abc |
| Haití                           | HH                                                | abc |
| Honduras                        | HR                                                | abc |
| Hong Kong                       | B-HB-KB-L                                         | ab |
| Hungría                         | HA                                                | abc |
| India                           | VT                                                | abc |
| Indonesia                       | PK                                                | abc |
| Irak                            | YI                                                | abc |
| Irán                            | EP                                                | abc |
| Irlanda                         | EI                                                | abc |
| Isla de Man                     | M                                                 | abcd |
| Islandia                        | TF                                                | abc |
| Islas Caimán                    | VP-C                                              | ab |
| Islas Cook                      | ZK-                                               | abc |
| Islas Feroe                     | OY                                                | abc |
| Malvinas                        | VP-F                                              | ab |
| Islas Marshall                  | V7                                                | 1234 |
| Islas Salomón                   | H4                                                | abc |
| Islas Turcas y Caicos           | VQ-T                                              | ab |
| Islas Vírgenes Británicas       | VP-L                                              | ab |
| Israel                          | 4X                                                | abc |
| Italia                          | I                                                 | abcd |
| Jamaica                         | 6Y                                                | abc |
| Japón                           | JA                                                | 1234, 123a, 12ab o a123 |
| Jordania                        | JY                                                | abc |
| Kazajistán                      | UN                                                | 12345 |
| Kenia                           | 5Y                                                | abc |
| Kirguistán                      | EX                                                | 12345 o 123 |
| Kiribati                        | T3                                                | abc |
| Kuwait                          | 9K                                                | abc |
| Laos                            | RDPL                                              | 12345 |
| Lesoto                          | 7P                                                | abc |
| Letonia                         | YL                                                | abc |
| Líbano                          | OD                                                | abc |
| Liberia                         | A8                                                | abc |
| Libia                           | 5A                                                | abc |
| Lituania                        | LY                                                | abc |
| Luxemburgo                      | LX                                                | abc |
| Macao                           | B-M                                               | ab |
| Macedonia del Norte             | Z3                                                | abc |
| Madagascar                      | 5R                                                | abc |
| Malasia                         | 9M                                                | abc |
| Malaui                          | 7Q                                                | abc |
| Maldivas                        | 8Q                                                | abc |
| Mali                            | TZ                                                | abc |
| Malta                           | 9H                                                | abc |
| Marruecos                       | 5B/CN                                             | abc |
| Mauricio                        | 3B                                                | abc |
| Mauritania                      | 5T                                                | abc |
| México                          | XAXBXC                                            | abc (comercial)abc (privado)abc o abc12 (militar, policía o gubernamental) |
| Micronesia                      | V6                                                | abc |
| Moldavia                        | ER                                                | abc o 12345 |
| Mónaco                          | 3A                                                | abc |
| Mongolia                        | JU                                                | 1234 |
| Montenegro                      | 4O                                                | abc |
| Montserrat                      | VP-L                                              | ab |
| Mozambique                      | C9                                                | abc |
| Namibia                         | V5                                                | abc |
| Nauru                           | C2                                                | abc |
| Nepal                           | 9N                                                | abc |
| Nicaragua                       | YN                                                | abc |
| Níger                           | 5U                                                | abc |
| Nigeria                         | 5N                                                | abc |
| Noruega                         | LN                                                | abc |
| Nueva Zelanda                   | ZK                                                | abc |
| Omán                            | A4O                                               | ab |
| Naciones Unidas                 | UN                                                | abc |
| Países Bajos                    | PH                                                | abc |
| Pakistán                        | AP                                                | abc |
| Panamá                          | HPAN                                              | 1234abc123 (Servicio Nacional Aeronaval) |
| Papúa Nueva Guinea              | P2                                                | abc |
| Paraguay                        | ZP                                                | abc |
| Perú                            | OBUL                                              | 12341234 1234 (Ultraligeros) |
| Polonia                         | SP                                                | abc |
| Portugal                        | CS                                                | abc |
| Reino Unido                     | G                                                 | abcd |
| República Centroafricana        | TL                                                | abc |
| República Checa                 | OK                                                | abc, abc12, 1234 o a123 |
| República del Congo             | TN                                                | abc |
| República Democrática del Congo | 9Q                                                | abc |
| República Dominicana            | HI                                                | 123ab |
| Ruanda                          | 9XR                                               | ab |
| Rumania                         | YR                                                | abc |
| Rusia                           | RA                                                | 12345 o 1234K |
| Samoa                           | 5W                                                | abc |
| San Cristóbal y Nieves          | V4                                                | abc |
| San Marino                      | T7                                                | abc |
| San Vicente y las Granadinas    | J8                                                | abc |
| Santa Elena                     | VQ-H                                              | ab |
| Santa Lucía                     | J6                                                | abc |
| Santo Tomé y Príncipe           | S9                                                | abc |
| Senegal                         | 6V6W                                              | abcabc (militares) |
| Serbia                          | YU                                                | abc |
| Seychelles                      | S7                                                | abc |
| Sierra Leona                    | 9L                                                | abc |
| Singapur                        | 9V                                                | abc |
| Siria                           | YK                                                | abc |
| Somalia                         | 6O                                                | abc |
| Sri Lanka                       | 4R                                                | abc |
| Suazilandia                     | 3D                                                | abc |
| Sudáfrica                       | ZSZTZU                                            | abc |
| Sudán                           | ST                                                | abc |
| Suecia                          | SE                                                | abc |
| Suiza                           | HB                                                | abc |
| Surinam                         | PZ                                                | abc |
| Tahití                          | F-OH                                              | ab |
| Tailandia                       | HS                                                | abc |
| Tanzania                        | 5H                                                | abc |
| Tayikistán                      | EY                                                | 12345 |
| Timor Oriental                  | 4W                                                | abc |
| Togo                            | 5V                                                | abc |
| Tonga                           | A3                                                | abc |
| Trinidad y Tobago               | 9Y                                                | abc |
| Túnez                           | TS                                                | abc |
| Turkmenistán                    | EZ                                                | a123 |
| Turquía                         | TC                                                | abc |
| Tuvalu                          | T2                                                | abc |
| Uganda                          | 5X                                                | abc |
| Ucrania                         | UR                                                | 12345 o abc |
| Uruguay                         | CX CW CVFAU                                       | abc (Uso Civil)123 (Fuerza Aérea) |
| Uzbekistán                      | UK                                                | 12345 |
| Vanuatu                         | YJ                                                | ab1 o ab12 |
| Venezuela                       | YV                                                | 1234 o 123T (temporal)123E (escuela)O123 (uso oficial)123X (experimental)UL123 (ultraligero)123A (agrícola) |
| Venezuela                       | FAV                                               | 1234 (Fuerza Aérea Venezolana) |
| Vietnam                         | VN                                                | 1234 |
| Yemen                           | 7O                                                | abc |
| Yibuti                          | J2                                                | abc |
| Zambia                          | 9J                                                | abc |
| Zimbabue                        | Z                                                 | abc |

1. 1 2  «Norma RAC 45 - Identificación de aeronaves y componentes de aeronaves».
2. 1 2 3 4  «RACAE 20 - Matrícula, registro e identificación de aeronaves (de la Aviación del Estado).».
3. ↑  El código ITU 'M' está registrado para el Reino Unido. La isla de Man no es una entidad soberana en el derecho internacional.